# Nat, matig voedselrijk grasland
Nat, matig voedselrijk grasland is een natuurdoeltype wat bestaat uit bloemrijk grasland en voorkomt in veen- en kleigebieden. Het natuurdoeltype komt in enkele gevallen voor op hogere zandgronden en in duinen. In de zomer heeft het natuurdoeltype een lage grondwaterstand terwijl deze in de winter hoog is doordat het grondwater fluctueert. De bodem heeft een pH-waarde van tussen de 5 en de 7 en de bodem is mesotroof tot eutroof. Het natuurdoeltype vraagt een minimumareaal van 2.5 ha. De bodem is in de meeste gevallen niet blootgesteld aan bodemvormende processen waardoor de bodems waarop dit natuurdoeltype zich in stand houdt behoren tot de vaaggronden. De ondergrond kan bestaan uit klei, veen, zand of zavel.  

## Plantengemeenschappen
Binnen het natuurdoeltype nat, matig voedselrijk grasland kunnen meerdere plantengemeenschappen voorkomen. Niet alle plantengemeenschappen hoeven tegelijk voor te komen binnen het natuurdoeltype.
| Nederlandse naam                                              | Wetenschappelijke naam                                                          |
| ------------------------------------------------------------- | ------------------------------------------------------------------------------- |
| associatie van geknikte vossenstaart                          | Ranunculo-Alopecuretum geniculati                                               |
| associatie van moeraszoutgras en fioringras                   | Triglochino-Agrostietum stoloniferae                                            |
| kievitsbloem-associatie                                       | Fritillario-Alopecuretum                                                        |
| associatie van grote pimpernel en weidekervel                 | Sanguisorbo-Silaetum                                                            |
| rompgemeenschap met tweerijige zegge                          | RG Carex disticha-[Calthion]                                                    |
| rompgemeenschap met grote vossenstaart en echte koekoeksbloem | RG Alopecurus pratensis-Silene flos-cuculi-[Alopecurion pratensis/Calthion]     |
| associatie van waterpeper en tandzaad                         | Polygono-Bidentetum                                                             |
| rompgemeenschap met heelblaadjes                              | RG Pulicaria dysenterica-[Convolvulo-Filipenduletea/Agrostietalia stoloniferae] |

## Subtypen
Nat, matig voedselrijk grasland is onderverdeeld in drie subtypen.
- zilverschoongrasland: Komt voor langs rivieren en binnen plas-dras-situatie situaties en is een overgangsgradiënt tussen moeras en droger terrein. Het natuurdoeltype wordt in stand gehouden door middel van beweiding.
- kievitsbloem- en pimpernelgrasland: Dit subtype kom voor in de overgang van het rivierengebied naar zeekleigebieden en veengebieden.
- nat, matig voedselrijk weidevogelgrasland: Is een grasland wat geschikt is voor zowel weidevogels als tijdelijke waterberging. Het subtype overstroomd regelmatig en kan in de wintermaanden constant onder water staan.